# Slaley (Northumberland)
Pour les articles homonymes, voir Slaley.
 (février 2024).
Slaley est une paroisse civile et un village du Northumberland, en Angleterre. La population de la paroisse civile au recensement de 2011 était de 711 habitants.